# Włodzimierz Wachowicz
Włodzimierz Wachowicz, poljski rokometaš, * 23. avgust 1946, Piotrków Trybunalski.
Leta 1972 je na poletnih olimpijskih igrah v Münchnu v sestavi poljske rokometne reprezentance osvojil deseto mesto.